# Lijst van burgemeesters van Zijpe
Dit is een lijst van burgemeesters van de voormalige Nederlandse gemeente Zijpe in de provincie Noord-Holland vanaf 1814. Van 1814 tot 1825 had de eerste burger van Zijpe de functie van schout. Sinds 1 januari 2013 maakt zij deel uit van de heringedeelde gemeente Schagen.
| Ambtsperiode | Naam burgemeester         | Partij of stroming | Bijzonderheden                                             |
| ------------ | ------------------------- | ------------------ | ---------------------------------------------------------- |
| 1814 - 1817  | Hendrick de Carpentier    |                    | 1748-1821                                                  |
| 1817 - 1826  | Isaac van Homrigh         |                    | 1753-????                                                  |
| 1826 - 1841  | Gerrit Blaauboer          |                    | 1784-1841                                                  |
| 1841 - 1850  | Cornelis Siemers          |                    | 1791-1871                                                  |
| 1850 - 1870  | A.J. van Doorn            |                    |                                                            |
| 1870 - 1913  | Gerardus Cornelis Hulst   |                    | 1843-1913                                                  |
| 1914 - 1935  | Jacob de Moor             |                    | 1863-1945                                                  |
| 1935 - 1942  | Dirk Breebaart            |                    | 1899-1983                                                  |
| 1942         | J.A. de Boer              |                    | waarnemend, tevens gemeentesecretaris                      |
| 1942 - 1943  | J. van der Pol            |                    | waarnemend                                                 |
| 1943 - 1945  | J.K. Nieuwenhuis jr.      | NSB                | tevens waarnemend burgemeester van Callantsoog (1943-1945) |
| 1945 - 1964  | Dirk Breebaart            |                    | 1899-1983                                                  |
| 1964 - 1979  | Jan Glijnis               | VVD                |                                                            |
| 1979 - 1998  | Jaap Gutker               | PvdA               |                                                            |
| 1998 - 2007  | Anja van Apeldoorn-Pruijt | PvdA               |                                                            |
| 2007 - 2008  | Paul de Winter            | D66                | waarnemend                                                 |
| 2008 - 2009  | Anja van Apeldoorn-Pruijt | PvdA               |                                                            |
| 2009 - 2012  | Marian Dekker             | PvdA               | waarnemend                                                 |